# The Riddle (canción de Nik Kershaw)
«The Riddle» –en español: «El enigma»– es una canción interpretada por el cantante y compositor inglés Nik Kershaw. La compañía discográfica MCA la publicó en 1984 como el primer sencillo del álbum del mismo nombre. Alcanzó el puesto número 3 en la UK Singles Chart.

## Letra
Las "enigmáticas" letras causaron mucha confusión y especulación entre los oyentes sobre su significado; Kershaw afirmó que, de hecho, no tiene ningún significado en absoluto, simplemente es una "voz guía"unida para que encaje con la música. Kershaw declaró: "En resumen, The Riddle es una tontería, las confusas divagaciones de una estrella pop de los 80.

## Video musical
El video musical realizado para la canción representa a Kershaw caminando por una casa con forma de signo de interrogación, abriéndose paso a ciertos obstáculos y cantando mientras mira a través de los cajones. El video muestra muchas referencias al libro Las aventuras de Alicia en el país de las maravillas de Lewis Caroll con la aparición de una niña saliendo de la habitación a través de una pequeña puerta, dos caballeros corpulentos que se parecen a Tweedle-Dum y Tweedle-Dee y una observación hecha por Kershaw hacia A través del espejo y lo que Alicia encontró allí. 
Al comienzo del videoclip se lo ve a Kershaw tratando de atravesar una puerta con un destornillador. El video finaliza con la cámara alejándose de Kershaw para revelar que el signo de interrogación está en la calle, en ese momento aparece un hombre con un traje verde visto en el video anteriormente y lo recoge. El hombre verde es el Acertijo, caracterizado como en la serie de los 60's de Batman. Kershaw afirmó que el video fue inspirado por su amor por el expresionismo artístico posmoderno.

## Lista de canciones
Sencillo de 7" (WEA NIK 6)

A The Riddle - 3:52	

B Progress (Live) - 3:02
Sencillo de 12" (WEA NIKT 6)

A The Riddle (Extended Riddle) - 5:08

B Progress (Live) - 3:02
Sencillo en casete (WEA NIKC 6)

A1 The Riddle - 3:52

A2 Interview		

A3 Progress (Live) - 3:02

B1 I Won't Let the Sun Go Down on Me (Extended Mix)		

B2 Wouldn't It Be Good (Extended Mix)

## Créditos
- Nik Kershaw - voces, guitarras, sintetizadores y secuenciador
- Paul Wickens - sintetizadores
- Dennis Smith - bajo
- Charlie Morgan - batería

## Posicionamiento en listas
| Listas (1984-1985)                    | Máxima posición |
| ------------------------------------- | --------------- |
| Alemania (Offizielle Deutsche Charts) | 8               |
| Australia (Kent Music Report)         | 6               |
| Bélgica (Flandes) (Ultratop 50)       | 8               |
| Canadá (RPM Top Singles)              | 49              |
| Francia (SNEP)                        | 18              |
| Irlanda (IRMA)                        | 3               |
| Nueva Zelanda (Recorded Music NZ)     | 6               |
| Noruega (VG-lista)                    | 5               |
| Países Bajos (Mega Single Top 100)    | 19              |
| Reino Unido (UK Singles Chart)        | 3               |
| Suecia (Sverigetopplistan)            | 5               |
| Suiza (Schweizer Hitparade)           | 15              |

## Versión de Gigi D'Agostino
El disc-jockey y productor italiano Gigi D'Agostino lanzó una versión italo dance de «The Riddle» que fue incluida en su segundo álbum L'amour toujours como el cuarto sencillo del mismo.

### Video musical
El video musical fue realizado por Andreas Hykade, presenta una animación similar al de la serie de televisión La línea, igual al video musical «Bla Bla Bla» (ambos con el mismo personaje humanoide), que se desarrolla completamente con líneas blancas sobre un fondo verde claro y presenta el personaje antes mencionado luchando contra un dragón en un terreno montañoso.

### Posicionamiento en listas

#### Semanales
| Lista (2000-2002)                           | Máxima posición |
| ------------------------------------------- | --------------- |
| Alemania (Offizielle Deutsche Charts)       | 4               |
| Austria (Ö3 Austria Top 40)                 | 14              |
| Bélgica (Flandes) (Ultratop 50)             | 4               |
| Bélgica (Valonia) (Ultratip Bubbling Under) | 11              |
| Canadá (Nielsen SoundScan)                  | 8               |
| Francia (SNEP)                              | 7               |
| Hungría (Mahasz)                            | 5               |
| Italia (FIMI)                               | 21              |
| Países Bajos (Dutch Top 40)                 | 4               |
| Países Bajos (Mega Single Top 100)          | 4               |
| Suiza (Schweizer Hitparade)                 | 8               |

#### Fin de año
| Lista (2000)                      | Posición |
| --------------------------------- | -------- |
| Alemania (Official German Charts) | 23       |
| Austria (Ö3 Austria Top 40)       | 26       |
| Suiza (Schweizer Hitparade)       | 67       |

| Lista (2002)                  | Posición |
| ----------------------------- | -------- |
| Bélgica (Ultratop Flanders)   | 47       |
| Países Bajos (Dutch Top 40)   | 61       |
| Países Bajos (Single Top 100) | 52       |

### Certificaciones
| País            | Certificación | Ventas  |
| --------------- | ------------- | ------- |
| Alemania (BVMI) | Oro           | 250 000 |